# Мария фон Насау-Висбаден-Идщайн
Мария фон Насау-Висбаден-Идщайн (на немски: Marie von Nassau-Wiesbaden-Idstein; * ок. 1324; † 1365/1366) от Валрамската линия на Дом Насау, е графиня от Насау-Висбаден-Идщайн и Вайлбург и чрез женитба господарка на Вайнсберг и Бройберг в Оденвалд (1336 – 1366).

## Живот
Тя е дъщеря на граф Герлах I фон Насау († 1361) и първата му съпруга Агнес фон Хесен († 13 януари 1332), дъщеря на ландграф Хайнрих Млади фон Хесен († 1298) и Агнес Баварска († 1345), сестра на император Лудвиг Баварски († 1347). Баща ѝ е вторият син на император Адолф от Насау († 1298), граф на Насау, римско-немски крал на Германия, и съпругата му Имагина фон Изенбург-Лимбург († 1318).
Преди 4 януари 1337 г. баща ѝ се жени втори път за Ирменгард фон Хоенлое-Вайкерсхайм († 1371).
Мария се омъжва през 1336 г. за Конрад VI († 1366), господар на Вайнсберг-Бройберг, единственият син на Конрад V фон Вайнсберг († 1328) и втората му съпруга Луитгард (Лукарда) Райц фон Бройберг († 1366). Тя е първата му съпруга. Те нямат деца.
Конрад VI фон Вайнсберг се жени втори път за Маргарета фон Ербах-Ербах († 1395).